# Anestetico generale

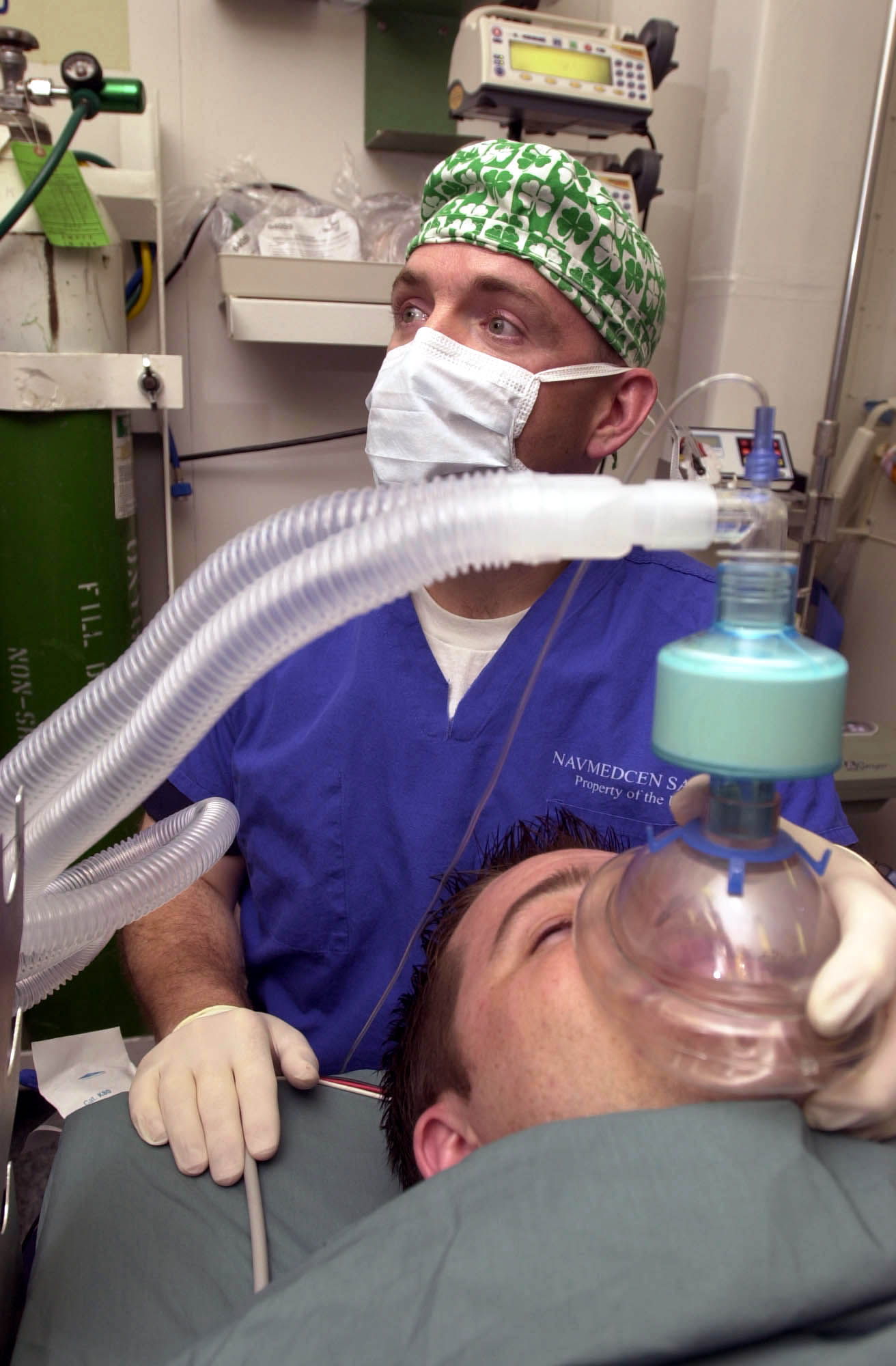
Anestesia generale

Gli anestetici generali sono una eterogenea classe di farmaci che, con diverso meccanismo d'azione (in alcuni casi non ancora ben chiarito), sono in grado di deprimere il sistema nervoso centrale privandolo dello stato di coscienza. Vengono utilizzati dall'anestesista per indurre e mantenere l'anestesia generale.

## Classificazione
Gli anestetici generali sono classificati comunemente in base al meccanismo di somministrazione. Tali vie sono due: la via inalatoria e la via endovenosa. 

### Anestetici inalatori
Gli anestetici per via inalatoria sono farmaci liquidi con una bassa tensione di vapore che si trasformano in vapore al passaggio dell'ossigeno. La loro somministrazione prevede dunque l'utilizzo di speciali nebulizzatori che vaporizzano il liquido, che viene dunque incanalato e dispensato al paziente attraverso una maschera. Sono stati scoperti e utilizzati molti composti per l'anestesia inalatoria, ma solo pochi sono rimasti in uso. Gli anestetici volatili più utilizzati oggi sono anestetici inalatori alogenati:
- sevoflurano
- isoflurano
- desflurano
- alotano
- enflurano.

Infine, il protossido d'azoto: il suo utilizzo oggi risulta limitato per l'alta incidenza di nausea e vomito post-operatori (PONV) e per l'impatto ambientale

### Anestetici endovenosi
Gli anestetici per via endovenosa sono farmaci che vengono iniettati nel paziente direttamente in una vena. Di solito si usano le iniezioni endovenose, poiché sono più veloci, generalmente meno dolorose e più affidabili delle iniezioni intramuscolari o sottocutanee. Fanno parte di tale gruppo sei categorie di farmaci anestetici:
- Barbiturici come il tiopentale (molto impiegato negli anni passati; fu usato come siero della verità dalla polizia americana) e il metoesital.
- Benzodiazepine come il midazolam e il diazepam, sono sedativi e vengono utilizzate in combinazione con altri anestetici generali.[1]
- etomidate
- Propofol: utilizzato soprattutto per l'induzione, ma anche per il mantenimento dell'anestesia generale TIVA. L'induzione del paziente prevede l'infusione di propofol in bolo generalmente a 2 mg/kg; il mantenimento dell'anestesia generale si realizza mediante infusione continua con pompa siringa.
- Ketamina

## Farmacocinetica
Un anestetico per poter agire con efficacia deve avere buone caratteristiche farmacocinetiche, ossia deve essere ben assorbito a livello dei tessuti e facilmente eliminato.

### Farmaci per via endovenosa
Gli anestetici generali somministrati per via endovenosa sono molecole piccole e altamente lipofile. Queste caratteristiche facilitano la loro rapida distribuzione nel cervello e nel midollo spinale, che sono entrambi altamente vascolarizzati e lipofili. È qui che le azioni di questi farmaci portano all'induzione dell'anestesia generale.
Dopo la distribuzione nel sistema nervoso centrale (SNC), il farmaco anestetico si diffonde nei muscoli e nei visceri, principalmente nei tessuti adiposi. Nei pazienti a cui è stata somministrata una singola dose di farmaco, la ridistribuzione provoca l'interruzione dell'anestesia generale. Pertanto la durata dell'effetto del farmaco dipende esclusivamente dalla cinetica di ridistribuzione.
L'emivita di un farmaco anestetico dopo un'infusione prolungata invece dipende dalla cinetica di ridistribuzione del farmaco, dal metabolismo nel fegato e dalla concentrazione del farmaco nei grassi. Quando grandi quantità di anestetico sono sciolte nelle riserve di grasso corporeo, si può avere un rallentamento della ridistribuzione che prolunga gli effetti sul SNC. Per questo motivo, si dice che l'emivita dipenda dal contesto. In genere, le infusioni prolungate di anestetici determinano un'emivita più lunga del farmaco, un'eliminazione rallentata e un prolungamento dell'anestesia generale.

### Farmaci inalatori
L'induzione dell'anestesia è facilitata dalla diffusione dell'anestetico nel cervello e nel midollo spinale. La diffusione in tutto il corpo procede fino a quando la pressione parziale del farmaco nei tessuti è equivalente alla pressione parziale del farmaco nei polmoni. Gli operatori sanitari possono controllare la velocità di induzione dell'anestesia e le concentrazioni tissutali dell'anestetico variando la pressione parziale dell'anestetico. Una maggiore pressione parziale del farmaco nei polmoni determina una più rapida diffusione in tutto il corpo e una concentrazione tissutale massima più elevata. Anche la frequenza respiratoria e il volume inspiratorio influenzano la velocità di inizio dell'anestesia, così come l'entità del flusso sanguigno polmonare.
Il coefficiente di ripartizione di un farmaco gassoso è indice della sua solubilità nei vari tessuti. Gli anestetici per inalazione hanno solubilità tissutali e coefficienti di partizione molto diversi fra loro. Gli anestetici molto solubili richiedono quantità elevate di farmaco per aumentare la pressione parziale all'interno di un dato tessuto, mentre gli anestetici poco solubili necessitano di quantità inferiori. In generale, gli anestetici inalatori poco solubili raggiungono l'equilibrio più rapidamente. Gli anestetici che hanno un alto coefficiente di ripartizione sangue-grasso raggiungono l'equilibrio più lentamente, vista la minima vascolarizzazione del tessuto adiposo, che funge da serbatoio per il farmaco.
Dopo la diffusione nei polmoni, gli anestetici inalati vengono eliminati tramite espirazione. Questo processo dipende dal coefficiente di ripartizione del gas, la solubilità nei tessuti, il flusso sanguigno nei polmoni, la frequenza respiratoria e il volume inspiratorio del paziente. Per i gas che hanno una solubilità tissutale minima, l'interruzione dell'anestesia si verifica con la stessa rapidità con cui inizia l'anestesia. Per i gas che hanno un'elevata solubilità dei tessuti, l'interruzione dell'anestesia dipende dal contesto. Come nelle infusioni endovenose di anestetico, l'erogazione prolungata di gas anestetici altamente solubili aumenta l'emivita, rallentata l'eliminazione e prolunga l'anestesia.
Di solito gli anestetici inalatori non vengono eliminati tramite metabolismo.

## Farmacodinamica
Il meccanismo biochimico di funzionamento degli anestetici generali, in particolar modo per quanto riguarda gli anestetici alogenati, non è stato compreso con precisione ed è tuttora in fase di studio.
Lo sviluppo di questi farmaci, è stato effettuato con tecniche empiriche. Si distinguono a tal proposito due tesi. La teoria lipidica e quella dei canali. Secondo la teoria lipida, essendo farmaci lipofili, riuscirebbero a penetrare nelle membrane biologiche, intercalandosi nella membrana cellulare, variandone le caratteristiche e la permeabilità. Secondo la teria dei canali ionici, entrerebbero nella cellula e si legherebbero ai canali di membrana, variando la permeabilità agli ioni. La variazione della concentrazione ionica causerebbe la variazione dello stato di coscienza.

### Agonisti del recettore GABAA
I recettori GABAA sono canali del cloro che iperpolarizzano i neuroni e funzionano come recettori inibitori del SNC. Gli anestetici generali agonisti del recettore GABAA  sono usati per indurre uno stato di sedazione e/o incoscienza. Tali farmaci includono propofol, etomidato, isoflurano, benzodiazepine e barbiturici.

### Antagonisti del recettore NMDA
La ketamina è un antagonista del recettore NMDA, viene utilizzata per i suoi effetti analgesici e off-label per i suoi effetti antidepressivi. Questo farmaco è usato con altri anestetici generali per aiutare a mantenere uno stato di anestesia generale. La somministrazione di ketamina porta a uno stato dissociativo, in cui può sperimentare allucinazioni uditive e visive. La ketamina sembra legarsi preferenzialmente ai recettori NMDA sugli interneuroni GABAergici, il che può spiegare i suoi effetti.

### Attivazione dei canali del potassio (K2Ps)
Il meccanismo d'azione dei gas anestetici consiste nell'induzione dell'apertura dei canali voltaggio-dipendenti del potassio a doppio poro (K2Ps). Questi modulano la conduzione del potassio che contribuisce al potenziale di membrana a riposo nei neuroni. L'apertura di questi canali facilita una corrente iperpolarizzante, che riduce l'eccitabilità neuronale. Questi canali sono influenzati dagli anestetici generali (specialmente gli anestetici inalatori alogenati) e sono attualmente oggetto di studi come potenziali bersagli. La famiglia di canali comprende sei sottofamiglie, che includono 15 membri. Tredici di questi canali sono influenzati da anestetici generali. Sebbene non sia stato confermato che gli anestetici generali si leghino direttamente a questi canali, né sia chiaro come questi farmaci influenzino la conduttanza, studi elettrofisiologici hanno dimostrato che alcuni anestetici generali provocano l'attivazione del canale K2P. È stato dimostrato che l'attivazione del canale indotta da farmaci dipende da amminoacidi specifici. Inoltre, gli effetti di alcuni anestetici generali sono meno pronunciati nei topi knock-out K2P , rispetto ai wild-type.

### Altri
- Gli agonisti dei recettori oppioidi sono principalmente utilizzati per i loro effetti analgesici. Questi farmaci però possono provocare sedazione. Questo effetto è mediato dall'azione degli oppioidi sui recettori degli oppioidi e dell'acetilcolina. Sebbene questi farmaci diminuiscano l'eccitazione, non provocano perdita di coscienza. Per questo motivo, vengono utilizzati insieme ad altri anestetici generali per mantenere l'anestesia generale. Tali farmaci includono morfina, fentanil, idromorfone e remifentanil.[4][1]
- La dexmedetomidina è un agonista del recettore adrenergico alfa2 che da una sedazione simile al sonno non REM. Viene utilizzato off-label insieme ad altri anestetici per mantenere l'anestesia generale.
- Gli antagonisti del recettore della dopamina hanno proprietà sedative e antiemetiche. In precedenza, venivano utilizzati con gli oppioidi per provocare l'anestesia neurolettica (catalessi). Non sono più utilizzati perché i pazienti erano spesso consapevoli delle procedure mediche eseguite, ma non potevano muoversi o esprimersi. Tali farmaci includono aloperidolo e droperidolo.[1]

## Impiego
Gli anestetici inalatori sono a tutti gli effetti degli anestetici generali, data la loro capacità di garantire una anestesia chirurgica completa (anche se quasi sempre al costo di un dosaggio elevato). Al contrario, fra gli agenti endovenosi attualmente noti non esiste un farmaco che possa garantire una anestesia chirurgica completa quando somministrato da solo. Per questo motivo vengono utilizzati quasi sempre in associazione. Nonostante tali caratteristiche, tutti gli anestetici generali vengono comunemente impiegati in combinazione con altri farmaci, anestetici e non. 
- tra soli agenti inalatori: anestesia inalatoria
- tra soli agenti endovenosi: anestesia totalmente endovenosa

La maggior parte degli interventi prevede l'utilizzo dell'anestesia bilanciata, potendo così sfruttare al meglio le caratteristiche del farmaco da utilizzare in ogni fase, ossia induzione (generalmente endovenoso) e mantenimento (generalmente inalatorio).
Oltre alla mescolanza di anestetici, spesso vengono utilizzati farmaci di altre categorie per ovviare al meglio a diversi aspetti degli interventi chirurgici. Fra questi i farmaci miorilassanti sono spesso utilizzati per facilitare l'intubazione tracheale e permettere l'atonia, cioè il rilasciamento dei muscoli ed, eventualmente immobilità, spesso utile ai fini dell'intervento. Farmaci anestetici locali sono somministrati per ottenere blocchi nervosi periferici, mentre l'utilizzo di farmaci cardiovascolari per prevenire risposte vegetative agli stimoli dolorosi durante l'operazione. 

### Effetti collaterali
Gli anestetici generali possono causare una riduzione della pressione sanguigna data dalla riduzione della contrattilità cardiaca e la dilatazione del sistema vascolare. Il calo della pressione può attivare un aumento riflesso della frequenza cardiaca, a causa di un meccanismo di feedback mediato dai barocettori . Alcuni anestetici però bloccano questo riflesso.  I pazienti in anestesia generale sono a rischio di ipotermia, poiché la vasodilatazione aumenta la dispersione del calore attraverso la circolazione sanguigna periferica. Questi farmaci riducono la soglia di temperatura corporea alla quale vengono attivati i meccanismi di termoregolazione autonomica in risposta al freddo (mentre aumentano la soglia alla quale vengono attivati i meccanismi di termoregolazione in risposta al calore).
Gli anestetici influenzano la respirazione. Gli anestetici per inalazione provocano broncodilatazione, aumento della frequenza respiratoria e riduzione del volume corrente. L'effetto netto è una depressione della respirazione. Gli anestetici attenuano i riflessi che impediscono le ostruzioni delle vie aeree (es. vomito e tosse). Inoltre provocano una riduzione del tono dello sfintere esofageo inferiore, che rende i pazienti particolarmente inclini all'asfissia.
Gli anestetici generali influenzano anche la zona trigger dei chemocettori e il centro del vomito del tronco cerebrale, provocando nausea e vomito dopo il trattamento.